# Västerbådan, Karleby
Västerbådan är ett skär i Finland. Den ligger i den ekonomiska regionen  Karleby  och landskapet Mellersta Österbotten, i den centrala delen av landet, 400 km norr om huvudstaden Helsingfors.
Västerbådan ligger cirka 2 km nodväst om Tankar. Skäret utgör en definitionspunkt för Finlands baslinje.